# Umul
Umul es un humano creado por Enki, dios y patrón de las artes y habilidades, en la antigua Sumeria.
La creación de Umul se dio en una competición entre Ninmah y Enki, en la que un dios creaba humanos que podían tener ciertas deficiencias físicas y el otro equilibraba eso otorgándoles algún don que garantizara su pan de cada día. Este relato pertenece al mito de Enki y Ninmah, y finalmente, Umul, la forma creada por Enki, resultó tener aflicciones en diversas partes del cuerpo y Ninmah adujo que la criatura no estaba ni viva ni muerta y no podía sostenerse a sí misma. No pudo equilibrar su destino, por lo que perdió la competición.